# Аргиштис I од Урартуа
Аргиштис I (урартски: Argištiše, јерм. Արգիշտի, Argishti) био је шести познати краљ древне државе Урарту (у источној Анадолији) од 785. пре нове ере до 763. пре нове ере. Основао је насеље Еребуни 782. године пре нове ере, а која данас представља главни град Јерменије — Јереван.
Био је син и наследник краља Менуаса и наставио низ освајања започет од стране његових претходника. Победио је Асирију и освојио северни део Сирије, па је тако од Урартуа направио најмоћнију државу постхетитског Блиског истока. Такође је проширио своје краљевство на север до Језера Севан, освојивши долине Диауехи и Арарат. Аргиштис је саградио тврђаву Еребуни 782. године пре нове ере, као и тврђаву Аргиштикинили 776. године пре нове ере.
Неки верују да име Argištiše има индоевропску етимологију (јерменску, фригијску или лувијску). Упоређују се грчка реч Άργέστης — „светли” и јерменска реч արեգ (транслит. areg) — „сунчево божанство”, „сунце”.